# Nemesia angustata
Nemesia angustata là một loài nhện trong họ Nemesiidae.
Nemesia angustata được miêu tả năm 1873 bởi Simon.